# 勝田充
勝田 充（かつた みつる、生年不詳 - 慶応元年（1865年））は、幕末の幕臣（旗本）。充万とも。御家人・勝田弥十郎成信の次男、通称は次郎。官途は伊賀守。

## 生涯
もともとは将軍にお目見え以下の御家人だったが、天保12年（1841年）に普請方に昇格し旗本となり、翌年には関東代官となり各地を転勤する。安政元年（1854年）に勘定吟味役となり、安政5年（1858年）3月には箱館蝦夷地御用江戸取扱を命ぜられた。同年神奈川開港取調掛に任ぜられ、外国奉行の補佐として横浜の開港を実現させている。万延元年（1860年）箱館奉行となり従五位下伊賀守に叙任され2年在勤ののち、再び勘定吟味役となり江戸城本丸普請掛に精を出し、慶応元年（1865年）に没した。墓所は東京都新宿区四谷の西念寺。